# André Gerin
Pour les articles homonymes, voir Gérin.
André Gerin, né le 19 janvier 1946 à Vienne (Isère), est un homme politique français. Il fut maire de Vénissieux de 1985 à 2009 et député de la 14e circonscription du Rhône de 1993 à 2012.
Il est souvent considéré comme étant l'instigateur de la loi interdisant la dissimulation du visage dans l'espace public,.

## Jeunesse et activité professionnelle
André Gerin est le troisième enfant d'une famille ouvrière. Après avoir passé un CAP de fraiseur, il est embauché comme ouvrier spécialisé (OS) chez Berliet à 17 ans, en septembre 1963. L'année suivante, il se marie avec une femme avec qui il aura deux enfants. En 1968, il s'installe aux Minguettes et en 1969 devient dessinateur industriel.

## Parcours politique
En 1964, il adhère au Parti communiste français et à la CGT.
Le 13 mars 1977, il est élu conseiller municipal de Vénissieux, puis conseiller régional l'année suivante.
En 1979, il est élu membre du Comité central du PCF. En octobre 1985, il devient maire de Vénissieux, succédant à Marcel Houël. La même année (novembre 1985), il est élu conseiller général.
Depuis 1993, il est député de la 14e circonscription du Rhône regroupant les communes de Vénissieux, Saint-Fons, Corbas, Feyzin et Solaize. Le 10 mai 2001, il est élu 5e vice-président, à la sécurité et la tranquillité publique, à la Communauté urbaine de Lyon. Il devient 3e vice-président de la Communauté urbaine de Lyon ; en octobre 2006, il démissionne de son mandat.
Il est réélu député le 17 juin 2007, pour la XIIIe législature (2007-2012), dans la circonscription du Rhône (14e). Il fait partie du groupe de la gauche démocrate et républicaine.
Le 28 avril 2009, il annonce sa décision de quitter sa fonction de maire le 27 juin suivant, au profit de son adjointe Michèle Picard.

### Candidature à l'élection présidentielle de 2012
Le 13 janvier 2011, André Gerin annonce son intention de candidater à l'élection présidentielle de 2012 pour y représenter le Parti communiste français,,,. Le 5 juin 2011, il retire sa candidature au profit de celle d'André Chassaigne lors du dernier jour de la conférence nationale du PCF qui se déroule à Montreuil,. Deux semaines plus tard, les militants communistes, amenés à se prononcer lors d'une consultation interne, préfèrent désigner Jean-Luc Mélenchon (59,1 %) comme candidat commun du Front de gauche plutôt qu'André Chassaigne (36,8 %).

### Départ du PCF
Le 15 mai 2022, André Gerin annonce dans un courrier adressé au secrétaire national du PCF Fabien Roussel et au président du groupe GDR à l'Assemblée André Chassaigne qu'il quitte le PCF en réaction à la constitution, une semaine plus tôt, de la Nouvelle Union populaire écologique et sociale (NUPES) qu'il qualifie de « scénario diabolique » de Jean-Luc Mélenchon.

## Prises de position
Du congrès de Martigues en 2000 à son départ du PCF en 2022, André Gerin est en dissidence avec la direction du parti et se fait régulièrement remarquer en adoptant des positions qui tranchent avec cette dernière sur les questions identitaires,.

### Voile islamique
En 2004, avec François Asensi, Jacques Brunhes, Muguette Jacquaint et Jean-Claude Sandrier, André Gérin est l'un des cinq députés communistes à avoir voté la loi sur les signes religieux dans les écoles publiques françaises, quatorze votant contre.

#### Rôle dans l'interdiction du voile intégral
Le 17 juin 2009, il réclame la création d'une « commission d'enquête sur la pratique du port de la burqa ou du niqab sur le territoire national ». Sa proposition reçoit rapidement l'appui d'une quatre-vingtaine de députés (majoritairement issus des rangs de l'UMP) et du président de la république Nicolas Sarkozy,, qui lui préfère finalement une mission d’information, dont André Gérin prend la présidence le 1er juillet 2009,. Le 26 janvier 2010, la mission rend son rapport dans lequel elle préconise une interdiction partielle du voile intégral, limitée aux seuls services publics. Le 21 avril 2010, Sarkozy annonce que le gouvernement opte finalement pour une interdiction totale. Le 19 mai 2010, un projet de loi en ce sens est présenté en Conseil des ministres. Le 13 juillet 2010, André Gerin est l'unique député communiste à voter en sa faveur.

#### Demande d'interdiction du burkini
Le 22 août 2016, en pleine polémique estivale sur le burkini, il adresse une lettre ouverte au Premier ministre Manuel Valls lui demandant d'interdire le port de ce vêtement « dans tous les lieux de baignade ». Joint le lendemain par Le Figaro, le porte-parole du PCF Olivier Dartigolles se montre très critique à l'égard de cette prise de position, affirmant que « le burkini [...] est un non-problème » et qu'il est « radicalement opposé à la façon dont André Gerin aborde cette question ».

### Immigration
Le 20 juin 2011, il déclare sur son blog que « Non, l’immigration n’est pas une chance pour la France. C’est un mensonge entretenu depuis 30 ans. Oui, c’est une chance pour le capitalisme financier, pour diviser, exploiter, exclure, ghettoïser [...] La gauche a épousé les thèses du grand patronat avec ce discours irresponsable qui viserait à régulariser tous les sans-papiers. Aujourd’hui, limiter y compris l’immigration régulière devient vital, face à une situation explosive dans des centaines de villes populaires. C’est la seule manière d’endiguer le FN ». Le porte-parole du PCF Olivier Dartigolles réagit à ces propos de manière virulente en faisant publier le soir même dans L'Humanité un communiqué indiquant que « Les déclarations d'André Gérin sur l'immigration sont indignes » et qu'il « s'est perdu ». La direction du PCF refuse cependant de le sanctionner. À la mairie de Vénissieux, où il a été élu et réélu pendant plus de 30 ans, sa sortie sur l'immigration est reçue diversement : son ancien adjoint socialiste Lotfi Ben Khelifa la condamne fermement tandis que sa successeuse communiste Michèle Picard se montre plus compréhensive à son égard.

### Mariage homosexuel
André Gerin juge que mariage homosexuel n'est pas un sujet fondamental, déclarant : « Le système est aujourd’hui en fracture avec le peuple de France. On a tendance à plus s’occuper du sociétal que du social. Il ne faudrait pas que le mariage homosexuel soit l’arbre qui cache la forêt ». Selon lui, les questions d'orientation sexuelle relèvent « de l’éthique personnelle ». Il se déclare cependant favorable à la légalisation du mariage homosexuel[réf. nécessaire].

## Détail des mandats et fonctions

### À l'Assemblée nationale
- 2 avril 1993 – 21 avril 1997 : député de la 4e circonscription du Rhône
- 12 juin 1997 – 18 juin 2002 : député de la 4e circonscription du Rhône
- 19 juin 2002 – 19 juin 2007 : député de la 4e circonscription du Rhône
- 20 juin 2007 –  19 juin 2012 : député de la 4e circonscription du Rhône

### Au niveau local
- 13 mars 1977 – 13 mars 1983 : conseiller municipal de Vénissieux (Rhône)
- 14 mars 1983 – 19 mars 1989 : conseiller municipal de Vénissieux
- 26 octobre 1985 – 19 mars 1989 : maire de Vénissieux
- 15 novembre 1985 – 2 octobre 1988 : conseiller général du Rhône
- 3 octobre 1988 – 28 avril 1993 : conseiller général du Rhône
- 20 mars 1989 – 18 juin 1995 : maire de Vénissieux
- 19 juin 1995 – 18 mars 2001 : maire de Vénissieux
- 14 mars 2008 – 27 juin 2009 : maire de Vénissieux , réélu avec 52,61 % des voix au premier tour.
- Membre de la communauté urbaine du Grand-Lyon